# 루이 르테리에

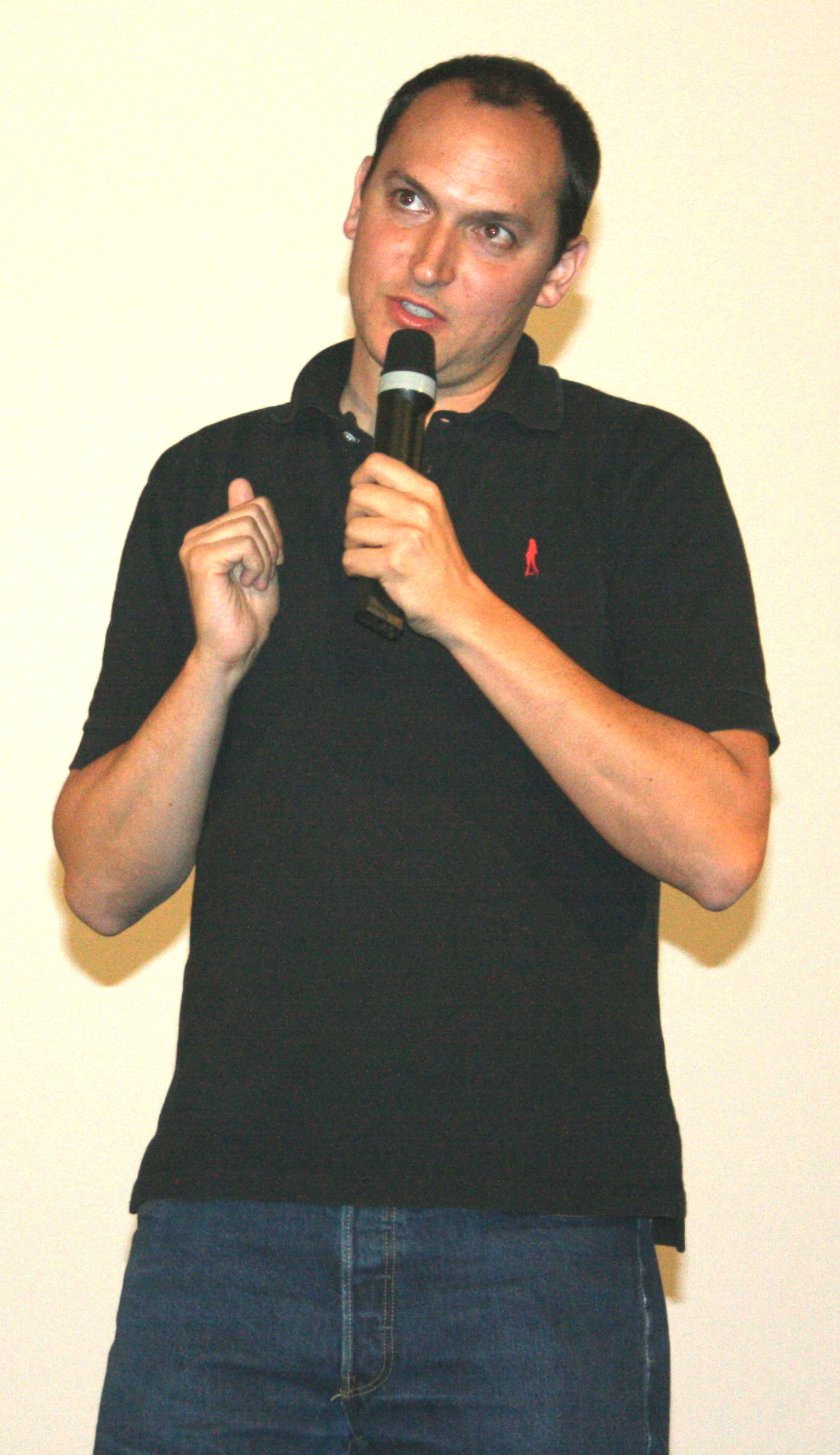
루이 르테리에

루이 르테리에(프랑스어: Louis Leterrier, 1973년 6월 17일 ~ )는 프랑스의 영화 감독이다.

## 작품
- 트랜스포터 (2002)
- 더 독 (2005)
- 트랜스포터 2 (2005)
- 인크레더블 헐크 (2008)
- 타이탄 (2010)
- 나우 유 씨 미: 마술사기단 (2013)
- 발레리안: 천 개 행성의 도시 (2017) - 머큐리 선장 역